# Nusa Lembongan

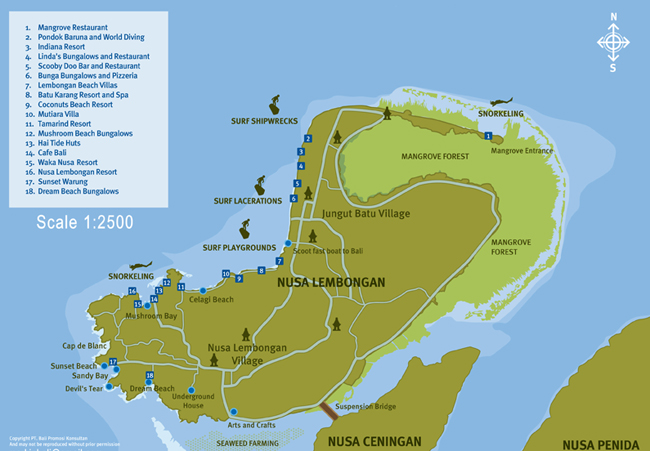
Mapa de Nusa Lembongan

Nusa Lembongan é uma ilha da Indonésia, situada ao largo da costa sudeste do Bali, no arquipélago das Pequenas Ilhas da Sonda. Juntamente com Nusa Penida e Nusa Ceningan constitui o distrito de Nusa Penida da regência (kabupaten) de Klungkung e da província do Bali. Tem cerca de 8 km² e 5 000 habitantes. É um destino turístico popular, muito visitado por turistas cujo destino principal é Bali ou Lombok, e dispõe da maior parte das infraestruturas turísticas do distrito.[carece de fontes?]
Administrativamente, a ilha pertence a dois kelurahan (aldeias administrativas) — Lembongan e Jungubatu — as quais têm os nomes das principais localidades. A primeira tem na sua dependência as aldeias de Kawan, Kaja, Kelod e Kangin. Duas aldeias de Nusa Ceningan — Ceningan Kawan e Ceningan Kangin — também integram o kelurahan de Lembongan.[carece de fontes?]

## Descrição
A ilha tem cerca de 4,6 km de comprimento e 1 a 1,5 km de largura. Situa-se 12 km a sul do Bali, do qual está separada pelo estreito de Badung, e 2 km a noroeste de Nusa Penida. Nusa Ceningan fica no estreito que separa Nusa Lembongan de Nusa Penida. Nusa Lembongan está separada de Nusa Ceningan por um canal pouco profundo onde a navegação é difícil durante a maré baixa e que é cruzado por uma ponte pênsil por onde só circulam peões, bicicletas e motocicletas.[carece de fontes?]
A leste, o estreito de Lombok separa as três ilhas de Lombok e por onde passa a Linha de Wallace, que marca a fronteira biogeográfica entre a fauna das ecozonas indo-malaia e Australásia. A costa nordeste é flanqueada por uma área relativamente extensa de manguezais com 212 ha, onde crescem 13 espécies de mangue.
Nusa Lembongan é rodeada por recifes de coral e a costa é constituída por praias de areia branca e falésias baixas de calcário.  Não há cursos de água permanentes em Nusa Lembongan.[carece de fontes?]
A ilha é servida por serviços regulares de lancha rápidas, sobretudo da estância de Sanur, na costa sudeste do Bali. A travessia demora aproximadamente meia hora. Há também serviços diários de carga a partir da cidade portuária balinesa de Padangbai.[carece de fontes?]
Há muito poucos automóveis em Nusa Lembongan, devido à pequena dimensão da ilha. Os principal meio de transporte além de andar a pé são as motocicletas.[carece de fontes?]

## Preocupações ambientais
A conservação marinha é considerada extremamente importante para sustentar os níveis futuros de turismo. Em 2009, uma organização não governamental local, apoiada pelo Nature Conservancy Coral Triangle Center criou um centro comunitário. Nas águas em redor de Nusa Lembongan and Nusa Penida vivem pelo menos 247 espécies de coral e 562 espécies de peixes do recife.
Outras iniciativas de conservação incluem um programa de libertação de tartarugas-oliva, uma espécie vulnerável
Estado de conservação numa praia da costa sudoeste.

## Economia
A economia local baseia-se principalmente no turismo. Há também alguma agricultura de subsistência e pesca. Até 2015 outra atividade importante era o cultivo algas marinhas, que se extinguiu devido ao turismo e à poluição.